# Chan Junus (muhafaza)
Chan Junus (arab. ‏خانيونس‎,  Khān Yūnus) – muhafaza Palestyny. Leży w południowej części Strefy Gazy. Od północnego wschodu sąsiaduje z Dajr al-Balah, od południowego zachodu z Rafah, a od północnego zachodu ma dostęp do Morza Śródziemnego. Od południowego wschodu graniczy z izraelskim Dystryktem Południowym. Ma powierzchnię 108 km² i jest piątą najmniejszą jednostką administracyjną kraju. Według danych Palestyńskiego Centralnego Biura Statystycznego na rok 2007 zamieszkało ją 270 979 osób, co stanowiło 7,2% ludności Palestyny. Znajdowało się tu wtedy 43 203 gospodarstw domowych. Do 2015 roku liczba ludności zmalała do 264 455, a gęstość zaludnienia wynosiła 3 161 os./km². Jest to piąta najgęściej zaludniona muhafaza Palestyny. 

## Miejscowości
- Abasan al-Kabira
- Abasan as-Saghira
- Al-Fuchari
- Al-Karara
- Bani Suhajla
- Chan Junus
- Chuza’a
- Ka'a al-Charaba
- Ka'a al-Kurajn
- Kizan an-Nadżdżar
- Umm al-Kilab
- Umm Kamil